# Miara lokalnie skończona
Miara lokalnie skończona – miara określona na σ-ciele podzbiorów przestrzeni topologicznej zawierającym wszystkie zbiory otwarte (tzn. σ-ciele przynajmniej tak bogatym jak σ-ciało borelowskie) o tej własności, że każdy punkt przestrzeni ma otoczenie skończonej miary.

## Przykłady
- Każda miara skończona (a co za tym idzie: każda miara probabilistyczna) jest lokalnie skończona.
- Miara Lebesgue’a, ogólniej dowolna miara Radona, jest lokalnie skończona.
- Miara licząca na przeliczalnej przestrzeni dyskretnej jest lokalnie skończona, nie jest natomiast na jakiejkolwiek przestrzeni euklidesowej.